# Gustav de Vries

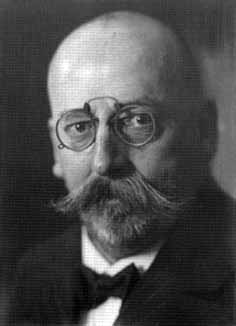
Gustav de Vries

Gustav de Vries (* 22. Januar 1866 in Amsterdam; † 16. Dezember 1934 in Haarlem) war ein niederländischer Mathematiker. Er befasste sich unter anderem mit der Ausbreitung von Wellen und stellte zusammen mit Diederik Korteweg die Korteweg-de-Vries-Gleichung auf.

## Leben
Gustav de Vries studierte an der Universität von Amsterdam. In den Jahren 1892 bis 1893 unterrichtete er an der Militärakademie in Breda, in den Jahren 1893 bis 1894 in Alkmaar. Im Jahr 1894 promovierte er bei Diederik Korteweg als Doktorvater mit der Arbeit Bijdrage tot de kennis der lange golven (Beitrag zur Kenntnis der langen Wellen), die die Korteweg-de-Vries-Gleichung enthält. Nachdem John Scott Russell solche Wellen 1834 beobachtet hatte, war der theoretische Beweis ihrer Existenz lange umstritten (zuerst zeigte dies Joseph Boussinesq) und Korteweg und de Vries zeigten dies in ihrem Modell. Von 1894 bis zu seiner Pensionierung im Jahr 1931 arbeitete er an der HBS en Handelsschool in Haarlem (HBS steht für Höhere Bürgerschule). Insgesamt veröffentlichte er drei mathematische Artikel, alle in den 1890ern.

## Schriften
- mit Korteweg, On the Change of Form of Long Waves advancing in a Rectangular Canal and on a New Type of Long Stationary Waves. Philosophical Magazine, 5th series, 36, 1895, S. 422–443.